# Blodwyn Pig
Blodwyn Pig war eine britische Rockgruppe, die von Mick Abrahams (* 7. April 1943 in Luton, Bedfordshire) gegründet wurde, nachdem er Jethro Tull 1968 verlassen hatte.

## Werdegang
Abrahams hatte zwar Jethro Tull gegründet, aber Ian Anderson übernahm immer mehr das Kommando, und die Gruppe wurde Abrahams zu kommerziell. Deshalb entschloss er sich, ein eigenes Projekt ins Leben zu rufen. Blodwyn Pig bestand aus Abrahams (Gitarre, Gesang), Jack Lancaster (Saxophon, Querflöte, Violine), Andy Pyle (Bass) und Ron Berg (Schlagzeug). Ihre Musikrichtung umfasste Blues, Rock und Jazz.
Die Band nahm zwei LPs auf, die die britischen Top Ten erreichten. Die erste hieß Ahead Rings Out und gilt als das beste Album der Band. Bekannt wurde Blodwyn Pig durch den Auftritt beim Isle of Wight Festival 1969, zusammen mit Led Zeppelin, The Who, Procol Harum, B. B. King, Miles Davis, Janis Joplin, Pink Floyd und Joe Cocker. Sie tourten zweimal erfolgreich durch die USA. Am 25. Mai 1970 traten sie in der deutschen Fernsehsendung Beat-Club in Bremen auf, die dann am 30. Mai gesendet wurde. Außerdem hatten sie auch viele Fernsehauftritte in ihrer Heimat Großbritannien und in den USA.
Sie trennten sich 1970, kamen sporadisch immer wieder kurz zusammen und sind seit 1988 wieder aktiv, jeweils in unterschiedlicher Besetzung. Andy Pyle von der Stammbesetzung kehrte von Gary Moore und Wishbone Ash vorübergehend zurück. Heute besteht die Band aus Mick Abrahams, Mike Summerland (Bass), Dave Lennox (Keyboard) und Graham Walker (Schlagzeug). Unterstützt wurden sie immer wieder von Ian Anderson, schließlich war es ja keine Feindschaft, sondern künstlerische Differenzen, die bei Jethro Tull zur Trennung geführt hatten.

## Diskografie
- Ahead Rings Out (1969)
- Getting to This (1970)
- All Said and Done (1991)
- Lies (1993)
- All Tore Down (live, 1994)
- Pig In The Middle (1996)
- Modern Alchemist (live, 1997)
- Live at the Lafayette (1998)
- The Fully Porky (live in London, 1991–1998)
- Blues....Live DCD (2002)
- The Basement Tapes (BBC Radio sessions 1969, 1974, veröffentlicht 2003)
- Pigthology (2004)